# Петрово (Бокситогорський район)
Петрово (рос. Петрово) — присілок Бокситогорського району Ленінградської області Росії. Входить до складу Радогощинського сільського поселення.
Населення — 3 особи (2012 рік). 